# Manuel Alvarez
Manuel Álvarez es un cantante y guitarrista francés, de origen español, nacido en Auxerre (departamento del Yonne).
Es una de las voces del mestizaje multilingüe musical en Europa. 

## Presentación
Cantautor y compositor, Manuel Álvarez reinterpreta la canción de autor francesa, española, italiana e inglesa, al componer obras musicales originales e creativas, mezclando varias influencias y sonoridades. Libera los códigos de la canción, aportando, la mayor parte de las veces, una dimensión trilingüe y hasta cuadrilingüe, a su interpretación. Si el cantante elige a menudo el carácter gutural del idioma español para ofrecer a su público, emociones fuertes en un estribillo, privilegia el aspecto suave de los idiomas francés e inglés, para dar una tonalidad más romántica al resto de su interpretación.
Impregnado de un profundo sentimiento de pertenencia a una Europa multicultural, encarna por su trabajo y su obra musical, un creador de vínculos entre los pueblos, sus herencias y culturas.
Se vale del repertorio de los cantautores y de los artistas populares, pasando por el del registro Pop-Rock, de la música ambiental, de las bandas sonoras de las películas (Gazon Maudit, La Casa de Papel, The Greatest Show Man) para interpretar una música con resonancias acústicas.  

## Biografía

### Juventud
Manuel Álvarez empieza a cantar a los 5 años. Debido a la influencia de sus orígenes castellanos, está inmerso desde la infancia, en la música en lengua española.
A los 9 años es cuando comienza a aprender a tocar la guitarra. Mientras desarrolla sus estudios, tanto en clase preparatoria, como después en la escuela superior de negocios, actúa en numerosos cafés-conciertos. El aliento que le da el director de su escuela, después del espectáculo que ofrece durante la fiesta de gala, en la que se repartieron los diplomas, es para él la chispa que le incita a dedicarse por completo a la música. Más tarde, el joven artista estudia canto clásico con Marie Pierre Villermaux. La tesitura de su voz se sitúa entre la del barítono y la del tenor. Forma parte de varios coros, entre los que se encuentran el de la Gendarmería Nacional, durante su servicio militar, luego el coro de cámara de Clermont – Ferrand. Decide pues, perfeccionarse en el  canto acompañandose de la guitarra. Le inspiran artistas tales como Georges Brassens, Manu Chao, Paco Ibáñez.

### Carrera
En diciembre de 2018, Radio « France Bleu » le invita a su programa « Vale la pena el desvío »   antes de su concierto en la sala del Sknet’eau de Borgoña, donde actuaron  Calogero o Florent Pagny. Aquel concierto se realiza con el teatro lleno, según el diario « L’Yonne Républicaine » que le rinde homenaje en uno de sus artículos.
El diario « La Montagne » le dedica un artículo en el marco de su concierto dado en el teatro  de Neris les Bains  en 2019. 
Le proponen compartir el escenario con artistas de fama mundial, tales como los Gipsy Kings, en agosto de 2019.
Participa en el rodaje de la película «Cavallería Musical» de los realizadores José Luis Lazarro y Didier Blandin. Interpreta en ella la canción principal titulada «Hay una loca pa cada loco». Dicha película se presenta en la sesión de apertura del festival de Cine-Hispánico, el 22 de septiembre de 2020. La película concurre a las secciones del festival internacional del corto-metraje de Clermont-Ferrand y de los Londonshortsfestival & Parisfilmfestival  en 2021. El comité de selección le otorga la mención honorífica.
Con esta canción, Manuel Alvarez se lleva el premio de la mejor canción en el New York International Film Awards en julio de 2021. Aquella canción resulta ser para él un himno a la amistad, al amor, a las emociones, y claro a la música.

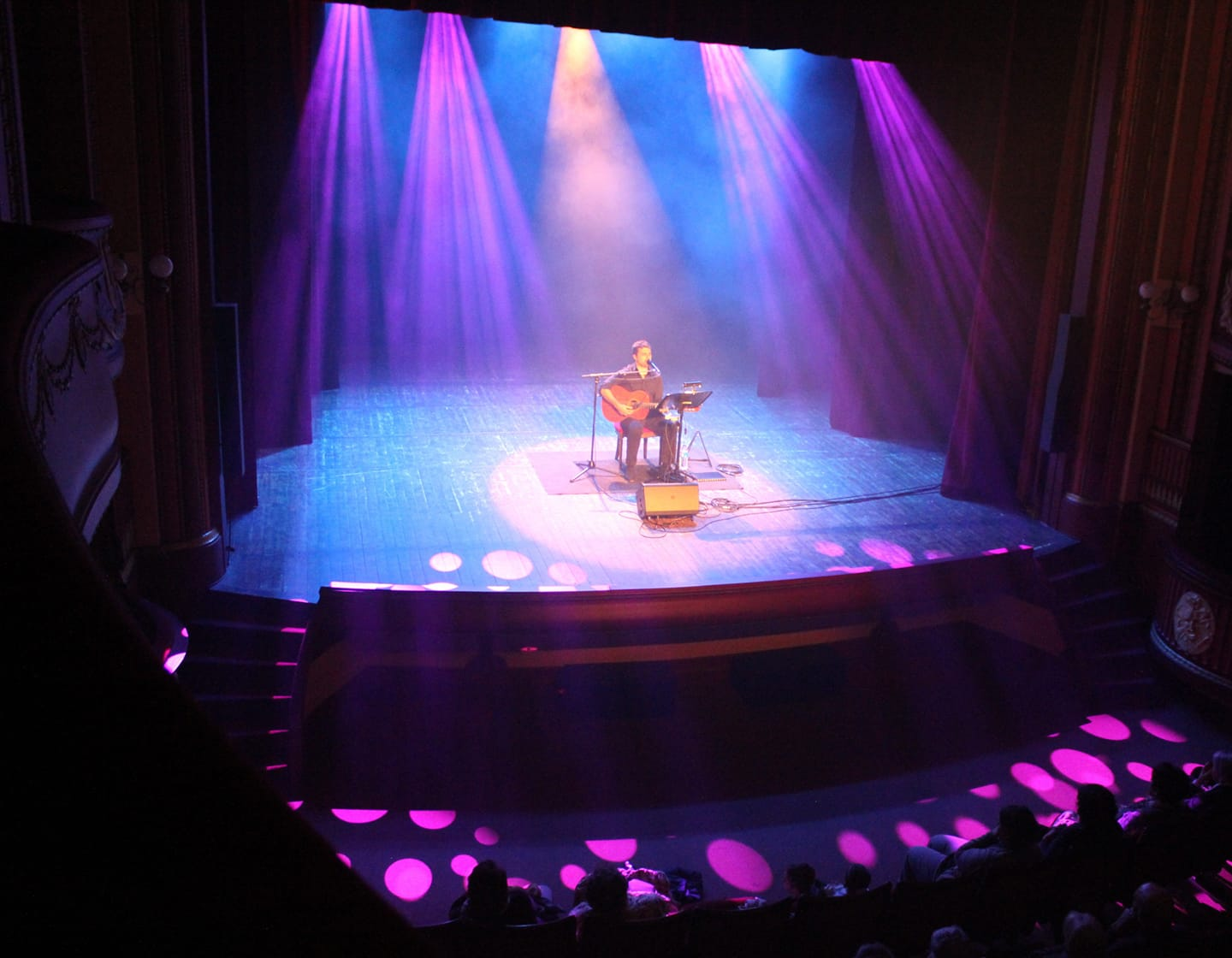
Manuel Alvarez en el Teatro de Néris-les-Bains

En septiembre de 2021, Manuel Alvarez toma parte, a petición de la plataforma Netflix, en el proyecto de rodaje de la nueva temporada de su série Detox, cuya  salida  se prevé para 2022. La plataforma  americana le encomienda una canción, que se interpretará en la serie.
A pesar de sus recientes intervenciones en obras cinematográficas, el cantante franco-español, siente una afición muy particular por la interpretación « en vivo ».
Con su amplia experiencia escénica, lograda a lo largo de más de trescientos conciertos en Europa (salas, festivales, teatros). Manuel Álvarez da muestras de una soltura vocal y de un carisma apreciados por el público .
El entusiasmo y la alegría que comunica con su voz y el sonido de su guitarra, cuentan entre los puntos más destacados de sus « tour de canto » que él desea que sean momentos de intercambios interculturales.

## Discografía
- 2019 : Live au Théâtre de Néris-les Bains(EP)
- 2020 : Bella Ciao Tour
- 2021 : Cavalleria Musical

## Informes
1. ↑  «Manuel Alvarez est de retour dans l'Yonne, il joue au Skénét'eau demain soir à 20h30, il est en live dans Ca vaut le détour !» (en francés). 7 décembre 2018. p. France Bleu. Consultado el 20 de enero de 2021.
2. ↑  «Monéteau - Manuel Alvarez s’est produit samedi au Skénét’eau». 13 de diciembre de 2018. p. www.lyonne.fr. Consultado el 20 de enero de 2021.
3. ↑  «Au Théâtre - Des chansons internationales avec Manuel Alvarez». 16 de mayo de 2019. p. www.lamontagne.fr. Consultado el 20 de enero de 2021.
4. ↑  «Musique - Montluçon fête l'été : le programme des concerts de juillet et d'août». 7 de julio de 2019. p. www.lamontagne.fr. Consultado el 20 de enero de 2021.
5. ↑  «Festival du cinéma hispanique avec Manuel Alvarez - Court Métrage Cavalleria Musical !».
6. ↑  «Parisfilmfestival avec Manuel Alvarez - Court Métrage Cavalleria Musical !».
7. ↑  «New York International Film Awards avec Manuel Alvarez - Hay una loca pa cada loco !».
8. ↑  «Série Detox sur Netflix - Manuel Alvarez!».
9. ↑  «Manuel Alvarez - Chanson "Baila fuera de la Web - Netflix!».